# Herrgårdsost

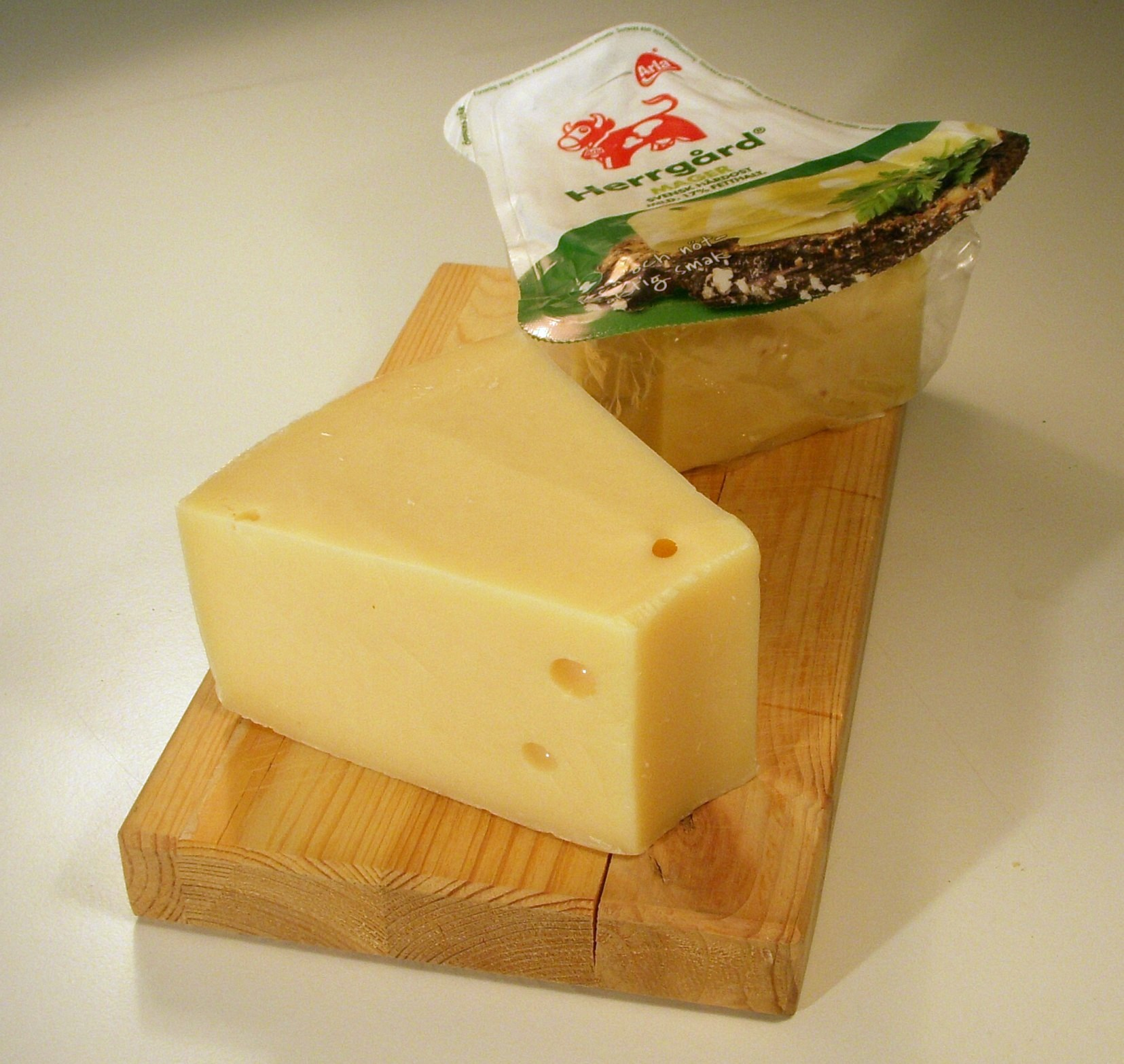
Două bucăţi de herrgårdsost

Herrgårdsost este o varietate de brânză semi-dură provenită din Suedia și fabricată din lapte de vacă. Deși producerea brânzei a început încă din anii 1890, ea este încă populară în Suedia de astăzi. 
Brânza veche are o aromă ușoară, dulceagă, cu un ușor gust de nucă și conține găuri de formă rotundă.